# Adieu je reste !
 (janvier 2021).
Si vous disposez d'ouvrages ou d'articles de référence ou si vous connaissez des sites web de qualité traitant du thème abordé ici, merci de compléter l'article en donnant les références utiles à sa vérifiabilité et en les liant à la section « Notes et références ».

Adieu je reste ! est la deuxième pièce de théâtre écrite par Isabelle Mergault avec Isabelle Mergault et Chantal Ladesou. Cette pièce comique est représentée pour la première fois au Théâtre des Variétés le 11 septembre 2012 et joue jusqu'au 30 juin 2013. Une reprise de la pièce était prévue en novembre 2020, mais annulée pour cause de la pandémie de Covid-19. Elle devrait être reprise dès la réouverture des théâtres.

## Argument
Barbara est une richissime et célèbre auteure à succès. Ce soir-là, elle a décidé de mettre fin à ses jours, mais c'était sans compter la venue de Gigi, la maîtresse de son mari venue la tuer sous l'ordre de ce dernier. Les deux femmes ne vont finalement pas se tuer mais s'unir contre cet homme. Il ne manquait plus que le voisin s'en mêle...

## Fiche Technique
- Auteur : Isabelle Mergault
- Mise en scène : Alain Sachs
- Décors : Charlie Mangel
- Lumières : Laurent Béal
- Costumes : Pascale Bordet

## Distribution
- Gigi  (l'amante): Isabelle Mergault
- Barbara (la femme) : Chantal Ladesou
- Jean-Charles (le mari) : Jean-Marie Lecoq
- Gildas (le voisin) : Jean-Louis Barcelona